# Parafia św. Marcina w Poznaniu
Parafia pw. Świętego Marcina w Poznaniu – parafia rzymskokatolicka znajdująca się w archidiecezji poznańskiej w dekanacie Poznań-Stare Miasto. Erygowana między XI a XIII wiekiem. Mieści się przy ulicy św. Marcin.

## Proboszczowie
- 1930 – 1939 ks. Teodor Taczak
- 1945 – 1950 ks. Jan Kanty Noryśkiewicz
- 1950 – 1959 ks. Jan Maćkowiak
- 1959 – 1984 ks. Marian Peik
- 1984 –  2017 ks. Czesław Grzelak
- od 2017 ks. Antoni Klupczyński